# Chiếc hộp rỗng và Maria lần 0
Chiếc hộp rỗng và Maria lần 0 (Nhật: 空ろの箱と零のマリア Hepburn: Utsuro no Hako to Zero no Maria) là loạt light novel do Mikage Eiji sáng tác và Tetsuo (415) minh họa. Được ASCII Media Works xuất bản trọn bộ 7 tập dưới ấn hiệu Dengeki Bunko kể từ ngày 10 tháng 01 năm 2009 cho đến ngày 10 tháng 06 năm 2015. Hiện bộ truyện đã được IPM mua bản quyền tại Việt Nam và bắt đầu phát hành kể từ ngày 02 tháng 10 năm 2020.

## Nội dung
Tháng Ba. Lớp học đón chào Otonashi Aya, học sinh mới chuyển tới vào một thời điểm hết sức nửa vời. Trong khi cả lớp còn đang sửng sốt không thốt nên lời trước dung nhan xinh đẹp của bạn học mới, cô bước lên bục giảng và chỉ lạnh lùng nói tên mình. Ai cũng đợi cô tiếp tục…
"Hoshino Kazuki."
Không hiểu sao cô ấy lại gọi tên tôi.
"Tôi tới để hủy hoại cậu."
Một lời tuyên chiến đường đột. Thâm ý đằng sau những lời lẽ đanh thép nhưng cũng vô cùng thản nhiên của cô gái đang khẽ mỉm cười ấy là gì…!?

## Các chuyển thể

### Light novel
| # | Phát hành Tiếng Nhật | Phát hành Tiếng Nhật | Phát hành Tiếng Việt | Phát hành Tiếng Việt                                |
| # | Ngày phát hành       | ISBN                 | Ngày phát hành       | ISBN                                                |
| - | -------------------- | -------------------- | -------------------- | --------------------------------------------------- |
| 1 | 10/01/2009           | 978-4-04-867461-4    | 02/10/2020           | 978-604-328-014-2                                   |
| 2 | 10/09/2009           | 978-4-04-868012-7    | 23/11/2020           | 978-604-328-013-5                                   |
| 3 | 10/01/2010           | 978-4-04-868275-6    | 01/06/2021           | 978-604-318-047-3                                   |
| 4 | 10/06/2010           | 978-4-04-868595-5    | 28/03/2022           | 978-604-302-552-1                                   |
| 5 | 10/07/2012           | 978-4-04-886733-7    | -                    | - calling template requires template_name parameter |
| 6 | 10/01/2013           | 978-4-04-891251-8    | -                    | - calling template requires template_name parameter |
| 7 | 10/06/2015           | 978-4-04-865193-6    | -                    | - calling template requires template_name parameter |

### Âm nhạc
Bộ truyện có hai ca khúc chủ đề: ca khúc opening là "Zero ni Todoke" (ゼロに届け, Tiến tới số 0) còn ca khúc ending là "Ryōkiteki na Eien" (猟奇的な永遠, Sự vô tận kì lạ). Cả hai ca khúc đều do Mikage Eiji viết lời, Fujimiya Kei phổ nhạc và do En thể hiện. Hai ca khúc được Replicaletter phát hành vào ngày 26 tháng 4 năm 2015.